# Resolutie 148 Veiligheidsraad Verenigde Naties
Resolutie 148 van de Veiligheidsraad van de Verenigde Naties werd als tweede van acht resoluties aangenomen op 23 augustus 1960. De Veiligheidsraad beval Niger aan voor VN-lidmaatschap.

## Inhoud
De Veiligheidsraad had de aanvraag van de Republiek Niger voor lidmaatschap van de VN bestudeerd, en beval de Algemene Vergadering Niger het lidmaatschap van de VN toe te kennen.

## Verwante resoluties
- Resolutie 142 Veiligheidsraad Verenigde Naties (Congo)
- Resolutie 147 Veiligheidsraad Verenigde Naties (Dahomey)
- Resolutie 149 Veiligheidsraad Verenigde Naties (Opper-Volta)
- Resolutie 150 Veiligheidsraad Verenigde Naties (Ivoorkust)

Lijst ·  133 ·  134 ·  135 ·  136 ·  137 ·  138 ·  139 ·  140 ·  141 ·  142 ·  143 ·  144 ·  145 ·  146 ·  147 ·  148 ·  149 ·  150 ·  151 ·  152 ·  153 ·  154 ·  155 ·  156 ·  157 ·  158 ·  159 ·  160